# Benson Sakala
Benson Sakala (sinh ngày 12 tháng 9 năm 1996) là một cầu thủ bóng đá người Zambia hiện tại đang thi đấu ở vị trí tiền vệ cho câu lạc bộ Mladá Boleslav tại Giải bóng đá vô địch quốc gia Séc và Đội tuyển bóng đá quốc gia Zambia, nơi anh được bổ nhiệm làm đội trưởng cho đội bóng trước vòng loại Cúp bóng đá châu Phi 2023.

## Sự nghiệp thi đấu

### Mladá Boleslav
Ngày 6 tháng 7 năm 2023, Sakala ký một bản hợp đồng kéo dài 2 năm với câu lạc bộ Mladá Boleslav tại Giải bóng đá vô địch quốc gia Séc.